# ماوزو
ماوزو (بالصينية: 梅州市) هي مدينة من مدن الصين. يبلغ عدد سكانها 4,328,461 نسمة سنة 2010. يبلغ ارتفاع المدينة عن سطح البحر قرابة 96 متر. تبلغ مساحتها 15864.51 كم².

## المناخ
يظهر الجدول التالي التغييرات المناخية على مدار السنة لماوزو:
| البيانات المناخية لـماوزو                               | البيانات المناخية لـماوزو | البيانات المناخية لـماوزو | البيانات المناخية لـماوزو | البيانات المناخية لـماوزو | البيانات المناخية لـماوزو | البيانات المناخية لـماوزو | البيانات المناخية لـماوزو | البيانات المناخية لـماوزو | البيانات المناخية لـماوزو | البيانات المناخية لـماوزو | البيانات المناخية لـماوزو | البيانات المناخية لـماوزو | البيانات المناخية لـماوزو |
| الشهر                                                   | يناير                     | فبراير                    | مارس                      | أبريل                     | مايو                      | يونيو                     | يوليو                     | أغسطس                     | سبتمبر                    | أكتوبر                    | نوفمبر                    | ديسمبر                    | المعدل السنوي             |
| ------------------------------------------------------- | ------------------------- | ------------------------- | ------------------------- | ------------------------- | ------------------------- | ------------------------- | ------------------------- | ------------------------- | ------------------------- | ------------------------- | ------------------------- | ------------------------- | ------------------------- |
| الدرجة القصوى °م (°ف)                                   | 29.5 (85.1)               | 33.0 (91.4)               | 33.4 (92.1)               | 36.0 (96.8)               | 37.2 (99.0)               | 38.4 (101.1)              | 39.5 (103.1)              | 38.6 (101.5)              | 38.0 (100.4)              | 35.8 (96.4)               | 34.8 (94.6)               | 30.2 (86.4)               | 39.5 (103.1)              |
| متوسط درجة الحرارة الكبرى °م (°ف)                       | 18.4 (65.1)               | 19.5 (67.1)               | 22.4 (72.3)               | 26.4 (79.5)               | 29.9 (85.8)               | 32.1 (89.8)               | 34.3 (93.7)               | 33.7 (92.7)               | 32.0 (89.6)               | 29.4 (84.9)               | 25.0 (77.0)               | 20.3 (68.5)               | 27.0 (80.5)               |
| المتوسط اليومي °م (°ف)                                  | 12.6 (54.7)               | 14.4 (57.9)               | 17.4 (63.3)               | 21.7 (71.1)               | 25.1 (77.2)               | 27.3 (81.1)               | 28.9 (84.0)               | 28.4 (83.1)               | 26.8 (80.2)               | 23.7 (74.7)               | 18.7 (65.7)               | 13.9 (57.0)               | 21.6 (70.8)               |
| متوسط درجة الحرارة الصغرى °م (°ف)                       | 8.7 (47.7)                | 10.9 (51.6)               | 14.0 (57.2)               | 18.4 (65.1)               | 21.7 (71.1)               | 24.0 (75.2)               | 25.0 (77.0)               | 24.8 (76.6)               | 23.2 (73.8)               | 19.6 (67.3)               | 14.3 (57.7)               | 9.6 (49.3)                | 17.8 (64.1)               |
| أدنى درجة حرارة °م (°ف)                                 | −2.0 (28.4)               | 0.1 (32.2)                | 0.3 (32.5)                | 8.3 (46.9)                | 13.8 (56.8)               | 17.6 (63.7)               | 20.5 (68.9)               | 21.8 (71.2)               | 15.1 (59.2)               | 8.5 (47.3)                | 2.6 (36.7)                | −2.9 (26.8)               | −2.9 (26.8)               |
| الهطول مم (إنش)                                         | 45.2 (1.78)               | 102.7 (4.04)              | 149.5 (5.89)              | 202.8 (7.98)              | 183.5 (7.22)              | 225.3 (8.87)              | 160.3 (6.31)              | 203.7 (8.02)              | 122.0 (4.80)              | 31.1 (1.22)               | 38.8 (1.53)               | 35.9 (1.41)               | 1٬500٫8 (59.07)           |
| متوسط الأيام الممطرة (≥ 0.1 mm)                         | 8.2                       | 12.1                      | 16.0                      | 16.5                      | 18.7                      | 18.0                      | 14.5                      | 16.6                      | 12.9                      | 6.2                       | 5.2                       | 5.6                       | 150.5                     |
| متوسط الرطوبة النسبية (%)                               | 75                        | 78                        | 79                        | 80                        | 79                        | 81                        | 76                        | 78                        | 77                        | 72                        | 71                        | 73                        | 77                        |
| المصدر #1: China Meteorological Data Service Center     |                           |                           |                           |                           |                           |                           |                           |                           |                           |                           |                           |                           |                           |
| المصدر #2: Weather China (precipitation days 1971-2000) |                           |                           |                           |                           |                           |                           |                           |                           |                           |                           |                           |                           |                           |

## معرض صور

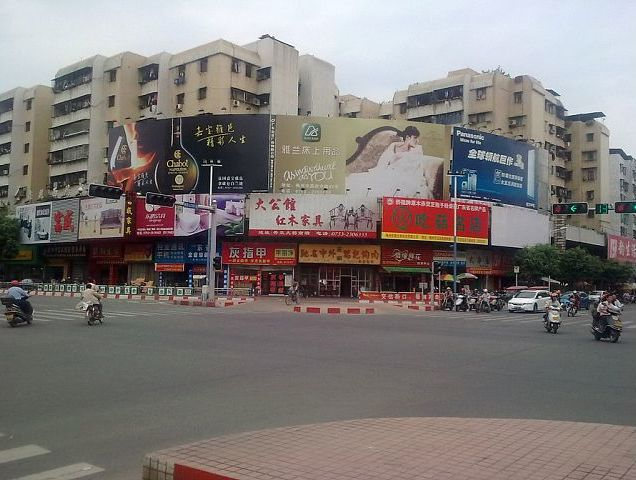
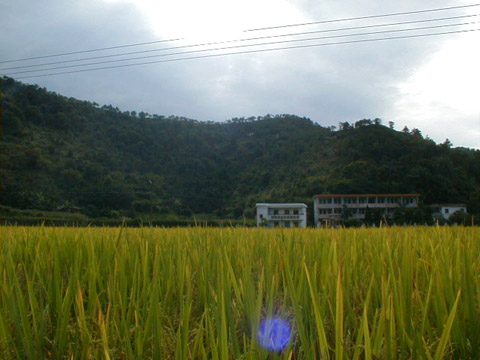
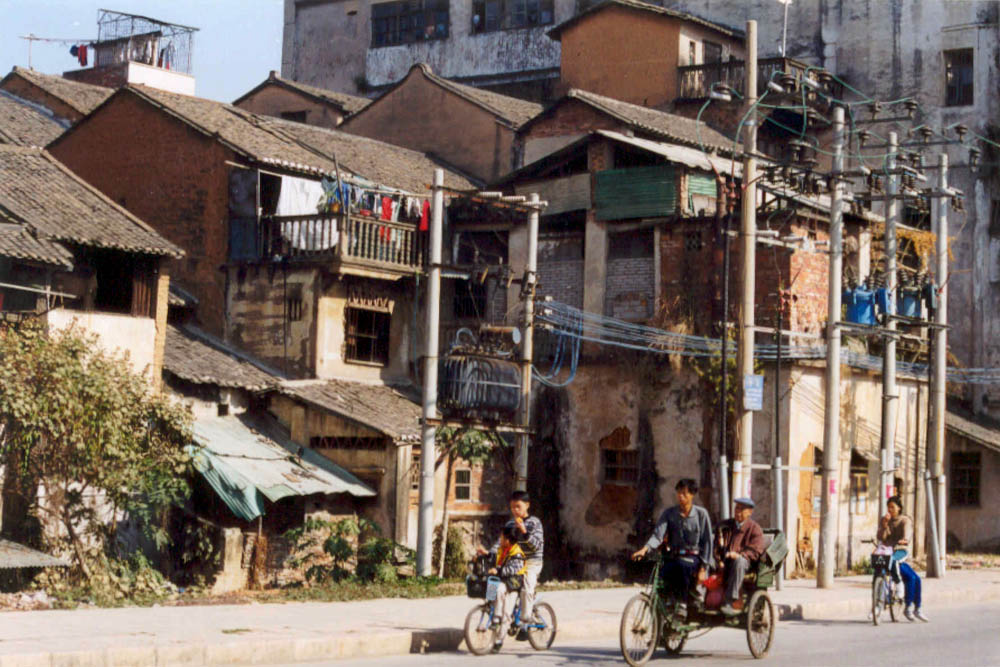

## أعلام
- يانا تشن
- زنغ تشاو
- ليو بين بين
- جاك وونغ
- هوانغ سيجينغ

## وصلات خارجية
- الموقع الرسمي